# Rafik Abdessamad
Rafik Abdessamad, arab. رفيق عبد الصمد (ur. 8 kwietnia 1982 w Churibce) – marokański piłkarz, grający na pozycji pomocnika, również pracujący jako trener. Reprezentant kraju.

## Kariera

### Kariera piłkarska
Jako młodzieżowiec grał w Olympique Khouribga. Pierwszym klubem zawodnika, gdzie grał jako senior, był Wydad Casablanca. 1 lipca 2009 roku przeszedł do klubu z Arabii Saudyjskiej – Al-Wahda Mekka. Rok później powrócił do Maroka, rozpoczynając grę w Difaâ El Jadida. 1 września 2011 roku przeszedł do OC Safi. 1 lipca 2014 roku rozpoczął grę w Moghreb Tétouan. Rok później (1 lipca 2015 roku) przeszedł do Ittihadu Tanger. 17 września 2016 roku rozpoczął grę w Hassanii d’Agadir, gdzie grał do 1 lipca 2017 roku, zakończył wtedy sportową karierę. Łącznie na klubowych boiskach rozegrał 131 meczów (106 w GNF 1, 17 w Saudi Professional League i 5 w Pucharze CAF), strzelił 20 goli i zanotował 10 asyst.

#### Kariera reprezentacyjna
Rafik Abdessamad rozegrał 2 mecze w ojczystej reprezentacji. Pierwszy został rozegrany 7 czerwca 2009 roku, zaś drugi 20 czerwca tego samego roku. Wszystkie zostały rozegrane w eliminacjach do mistrzostw świata, w obydwóch wchodził jako rezerwowy.

#### Kariera trenerska
1 sierpnia 2020 roku objął posadę asystenta trenera w Ittihadzie Tanger. Według stanu na 21 kwietnia 2021 roku trenował drużynę w 24 meczach.